# Босковски, Альфред
Альфред Босковски (нем. Alfred Boskovsky; 9 февраля 1913, Вена — 2 июля 1990, там же) — австрийский кларнетист, брат дирижёра Вилли Босковского.

## Биография
Обучался игре на скрипке, играл в домашних концертах в струнном квартете. Играть на кларнете начал с 16 лет, поступив в Венскую академию музыки в класс Леопольда Влаха. Вскоре после окончания Академии (1936) получил приглашение от Феликса Вайнгартнера в оркестр Венской государственной оперы, а через год попал в Венский филармонический оркестр, где в 1941 г. стал солистом группы кларнетов. С 1940 г. преподавал в Академии, после войны много концертировал в составе Венского октета, основанного в 1947 г. его братом.
Босковский обладал чистым, ясным звуком и классичностью интерпретаций. Особое признание критики получили осуществлённые Босковским записи кларнетного трио Иоганнеса Брамса (1954 и 1962)